# Mai 1861 (guerre de Sécession)
Avril 1861 - mai 1861 - Juin 1861
- 6 mai : 
  - Sécession de l'Arkansas.
  - Le congrès du Tennessee décide de l'organisation d'un référendum pour décider du maintien dans l'Union ou de rejoindre la Confédération en cours d'organisation.

- 19 mai :
  - Combat naval de Sewell's Point : les batteries côtières confédérées bombardent les bâtiments de l'Union dans la baie de la Chesapeake.

- 20 mai : 
  - Sécession de la Caroline du Nord.

- 23 mai : 
  - Référendum en Virginie : la majorité des votants se prononce en faveur de la sécession.

- 28 mai : 
  - Le gouverneur de l'État du Kentucky proclame le maintien dans l'Union, et la neutralité dans la guerre.

- 29 mai : 
  - Bataille d'Aquia Creek, dans la baie de la Chesapeake.